# 友愛
友愛（ゆうあい、希: φιλία、羅: fraternitas、仏: fraternité、英: fraternity）とは、兄弟（兄弟姉妹）間の愛、友人間の愛、友情などを意味する。倫理道徳の一つであり、哲学思想の主題となることがある。

## 日本語の友愛
日本語の「友愛」については日本の各辞典が主として「兄弟」「友人」「友情」「友誼」などに言及する。例えば、広辞苑第5版は、兄弟、友人、友情、友誼に言及する。大辞泉第1版は、兄弟、友人、友情、友誼。大辞林第3版は、兄弟、友人、友情。広辞林第6版は、兄弟、友人。言泉第1版は、兄弟、友人。講談社日本語大辞典第1版は、兄弟、友人。小学館日本国語大辞典第2版は、兄弟、友人。小学館国語大辞典新装版は、兄弟、友人。旺文社国語辞典第9版は、兄弟、友人。岩波国語辞典第6版は、友人。学研国語大辞典第2版は、友人。集英社国語辞典第1版は、友人の他、「人類」。三省堂国語辞典第6版は、「親友」「なかま」。
ここで、女性と友愛に関して、広辞苑第5版の「友愛」の項目では、「(1) 兄弟の間の情愛」という言及はあるが、女性である姉妹への言及はない。しかしまた、広辞苑第5版の「兄弟」の項目にて、兄弟は「男きょうだいの「兄（あに）弟（おとうと）」を音読した語だが、姉妹にもいう」と説明がある。広辞苑第5版「姉妹」の項目は、兄弟への言及はない。
近代以前に「友愛」が使用されている日本の文献としては、東福寺の僧侶翺之慧鳳（こうしえほう）の著『竹居清事』（1455年頃）、中江藤樹著『翁問答』（1650年）、慈雲著『十善法語』（1775年）などがある。

### 西洋からの影響
日本語の「友愛」は近現代に西洋からの影響を受け始めた。西洋における「友愛」とは、フランス革命（1789年）のスローガンであり、現在フランス共和国の標語である「自由、平等、友愛（じゆう、びょうどう、ゆうあい。フランス語: Liberté, Égalité, Fraternité）」に由来すると言われる。このフランス語が日本で知られ始めたのは日本の開国の期間であったが、当時の日本では fraternité が博愛として解釈され「自由、平等、博愛」が使用された。現在も日本では「自由、平等、博愛」の訳が併用され続けている。

#### 「友愛」「博愛」の２つの訳
英語の fraternity にあたるフランス語は fraternité （フラテルニテ）である。このフランス語が日本で知られ始めたのは日本の開国の期間でありフランス革命に関するフランス語「Liberté, Égalité, Fraternité」の翻訳は、「自由、平等、友愛」と、他によく知られる「自由、平等、博愛」がある。その言葉が日本にもたらされた時期は日本開国の頃であり、その時期フランスではブルジョワジーにより階級特権的にフィランソロピーが行われ、fraternité が博愛の意味を含んでいた。
21世紀現在、日本の各社が出版する仏和辞典の fraternité の項目にある説明は、友愛、兄弟愛、同胞愛、友愛団体などであり、博愛の文字はほとんどない。また、日本語自体の「友愛」と「博愛」は同義語ではない。例えば英語で「友愛」を fraternity 以外に翻訳した場合は brotherhood （ブラザーフッド）、friendship （フレンドシップ）などである。「博愛」を英語に翻訳するならば、philanthropy （フィランソロピー）、charity （チャリティー）などである。
1890年発布の教育ニ関スル勅語（教育勅語）の原文に「徳目」の解釈としての友愛はあるが、「友愛」の文字自体はない。「博愛」の文字は教育勅語原文にある。教育勅語は水戸学の影響という説もあり、その博愛は人間だけでなく動植物への愛護に及ぶという説もある。ユニテリアンは教育勅語の内容に賛同していた。
福澤諭吉はユニテリアンの思想を博愛として紹介した。ユニテリアンを当初は強力に支援していた福澤であるが、1897年頃にはユニテリアンとの人間関係などに失望し、支援を止めた。福澤一門が編纂した1900年発表の『修身要領』では、その第20条によると、博愛の情は人間へ向けるだけでなく動物虐待と無益な殺生をする人間を戒めるようにすべきものである。『修身要領』は、ユニテリアン主義的であるが、教育勅語に対抗するものである。福澤は教育勅語に賛同していなかった。

### ユニテリアン思想と友愛
歴史的にはユニテリアン信仰が原点である。日本人で最初のユニテリアンは1851年にアメリカ合衆国から帰国したジョン万次郎であるが、ユニテリアン主義が日本で初めて紹介されたのは、1886年に『郵便報知新聞』紙上で矢野龍渓により連載された「周遊雑記」であり、翌1887年には、アメリカからユニテリアン宣教師アーサー・M・ナップ（Arthur May Knapp）が訪日した。ユニテリアン主義は当初、日本で発展するかに見えたが、日本人のキリスト教への抵抗、ユニテリアン内部の人間関係などの理由で、期待していたようには発展しなかった。
言語としての「友愛」は、英語に翻訳すると fraternity （フラタニティ）等であるが、英語の fraternity 自体はユニテリアンに先んじて12世紀頃から使われていた。ユニテリアンの鈴木文治は、1912年の明治天皇崩御後に友愛会を設立した。鈴木は、英国で設立されていた「フレンドリー・ソサエティー(Friendly society）」に倣い、自ら立ち上げた労働組合の名称に「友愛」を冠している。
鈴木の友愛会はロシア語で Братство であり、英語で表現すると fraternity にあたる。20世紀半ばに、"fraternal organization" であるフリーメイソンの会員としても知られる鳩山一郎元首相が英語の fraternity を「友愛」（yūai）と翻訳して翻訳書『自由と人生』を1952年に出版した。友愛団体フリーメイソンの鳩山は友愛の思想とともに「友愛」という言葉自体の普及に努めた。
英語の sorority （ソロリティ）は女性の友愛であるが、主に女性の社交クラブ Sorority （ソロリティ）を指す用語である。Sorority のクラブと対になる Fraternity （フラタニティ）のクラブは、男性の場合と、女性・男性両方が含まれる場合とがある。
社会主義時代のユーゴスラビアの基本理念「兄弟愛と統一」（セルビア・クロアチア語: Bratstvo i jedinstvo）の「兄弟愛」にあたる bratstvo （キリル文字化: братство）は、英語の fraternity にあたる。
友愛結婚という日本語は、英語からの翻訳であるが、その英語は companionate marriage である。

## 宗教と友愛

### ユダヤ教の友愛
ユダヤ教の核となる3つの基本原理は「トーラー」、「仕事」（ヘブライ語: עֲבוֹדָה ラテン文字化: avodah、アヴォダー）、「慈善行為」（גְּמִילוּת חֲסָדִים gemilut hasadim、ゲミールト・ハサディーム）である。より直接的に友愛に該当するヘブライ語は、「אחווה」（achava、アハヴァ）である。
神はモーセに告げた。
| 「               | おまえが自分自身を愛するのと同じようにおまえの隣人を愛せよ。 | 」 |
| —レビ記 19章18節 |                                                              |    |

### キリスト教の友愛
イエス・キリストとの結びつき、それはキリスト教徒たち自身の間での結びつきを含み、そして歴史上にある境界の自然的分断を取り払うのである。イエスは、律法学者とファリサイ派（パリサイ人）を非難して以下のように言った。
| 「                          | だが、汝らはラビと呼ばれてはならぬ。汝らの師は唯一、汝らは皆兄弟姉妹だ。 | 」 |
| —マタイによる福音書 23章8節 |                                                                          |    |

このようにして、かつてなす術なく世界を分断していた深刻な差別は消滅するのである。その差別とは、例えば「イスラエルと異教徒の差別」、「清浄と不浄の差別」、「選ばれし者と選ばれぬ者の差別」である。現代のキリスト教で「兄弟姉妹」と言う時は、あらゆる階級を越えて、人間と人間を結びつける意味の言葉である。それは全人類を指し、その意味・文脈では、友愛は「人類愛」であると言うことができる。イエスによる「善きサマリア人のたとえ」は、相手が誰であれ、助け、愛する教えという解釈がある。

### イスラム教の友愛
イスラム教においては、ムスリムは皆平等であり、神の啓示により聖典クルアーン（コーラン）でそれを記述してある。

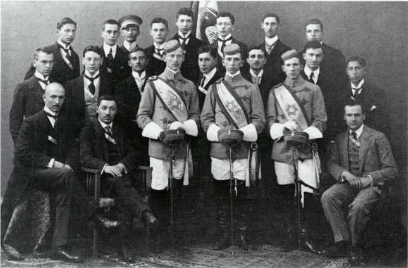
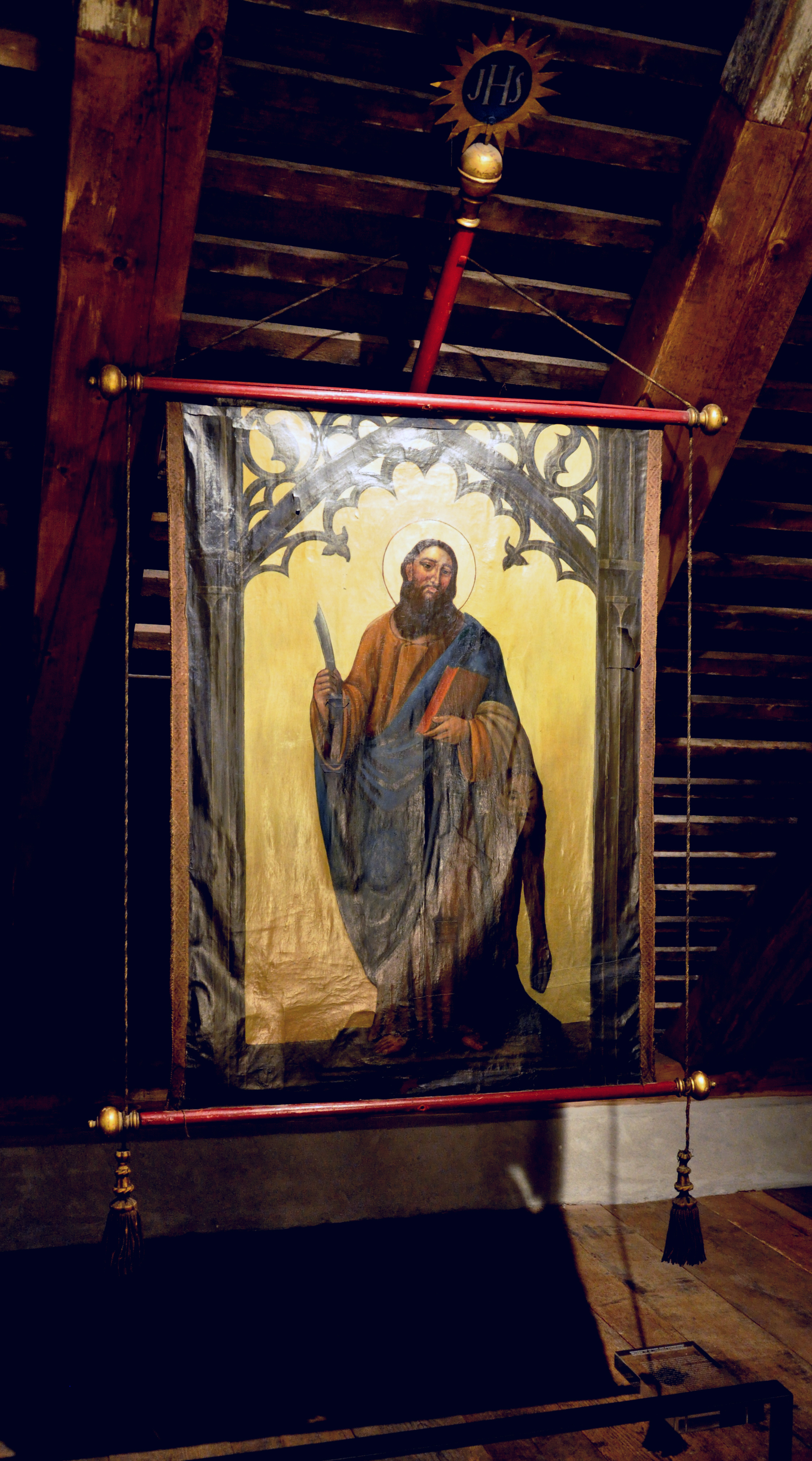
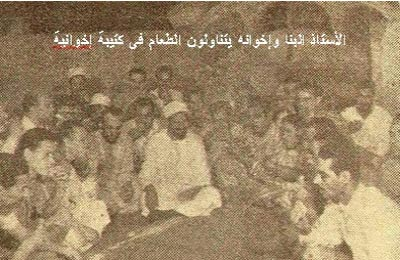

| 「                                       | 信仰する者たちが2つに分かれて争うならば、仲裁せよ。一方が悪いならば、神のもとに改めさせよ。信仰する者たちは兄弟姉妹なのである。 | 」 |
| —アル＝クルアーン 49章『部屋』 9節、10節 | |    |

### 仏教の友愛

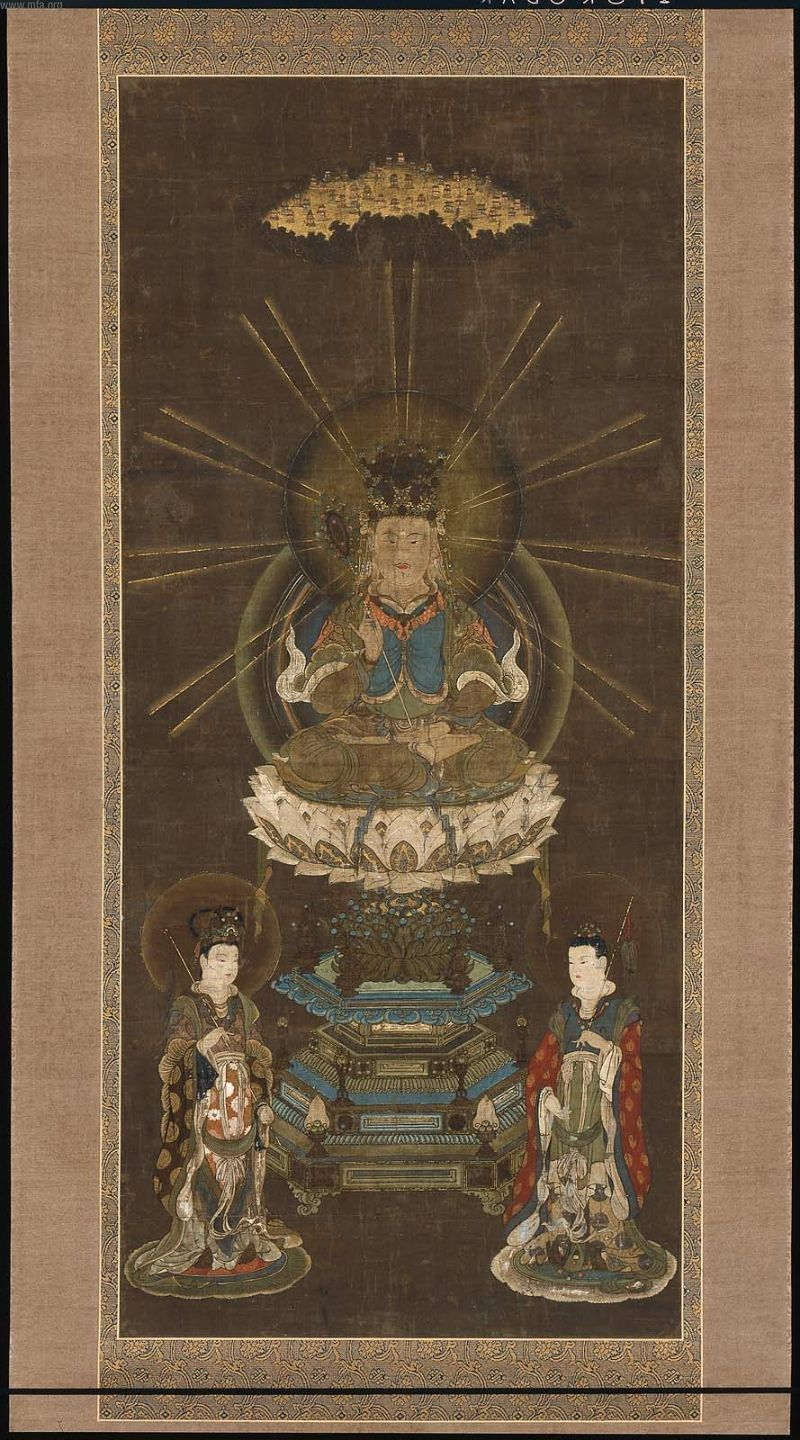
弥勒菩薩

サンスクリット語の मैत्री （maitrī、マイトリー）は、慈しみ、友情、友愛などを意味する。『岩波仏教辞典』第2版は、「慈悲」の「慈」は「友愛」であり、他者への与楽であると解説する。弥勒菩薩 （मैत्रेय、maitreya、マイトレーヤ）の名は、マイトリーに由来する。
慈雲の『十善法語』（1775年）には「菩薩みづから友愛親好の心なるにより」と記述があり、その「友愛」について、『広説佛教語大辞典』（東京書籍、2001年）は、「自他のへだてのない心」と解説する。

## フランスにおける友愛

### フラテルニテ
「フランス語: fraternité」（フラテルニテ）は、「友愛」に該当する。「ラテン語: fraternitas」と同義。
fraternité は fratrie や frères と同系列の語であり、fratrie はもともと frères et sœurs （兄弟姉妹）、frère は兄弟を意味する語であり、やがて同胞なども意味することになった。

### 「自由、平等、友愛」の理念

1794年2月15日に制定のフランス国旗。

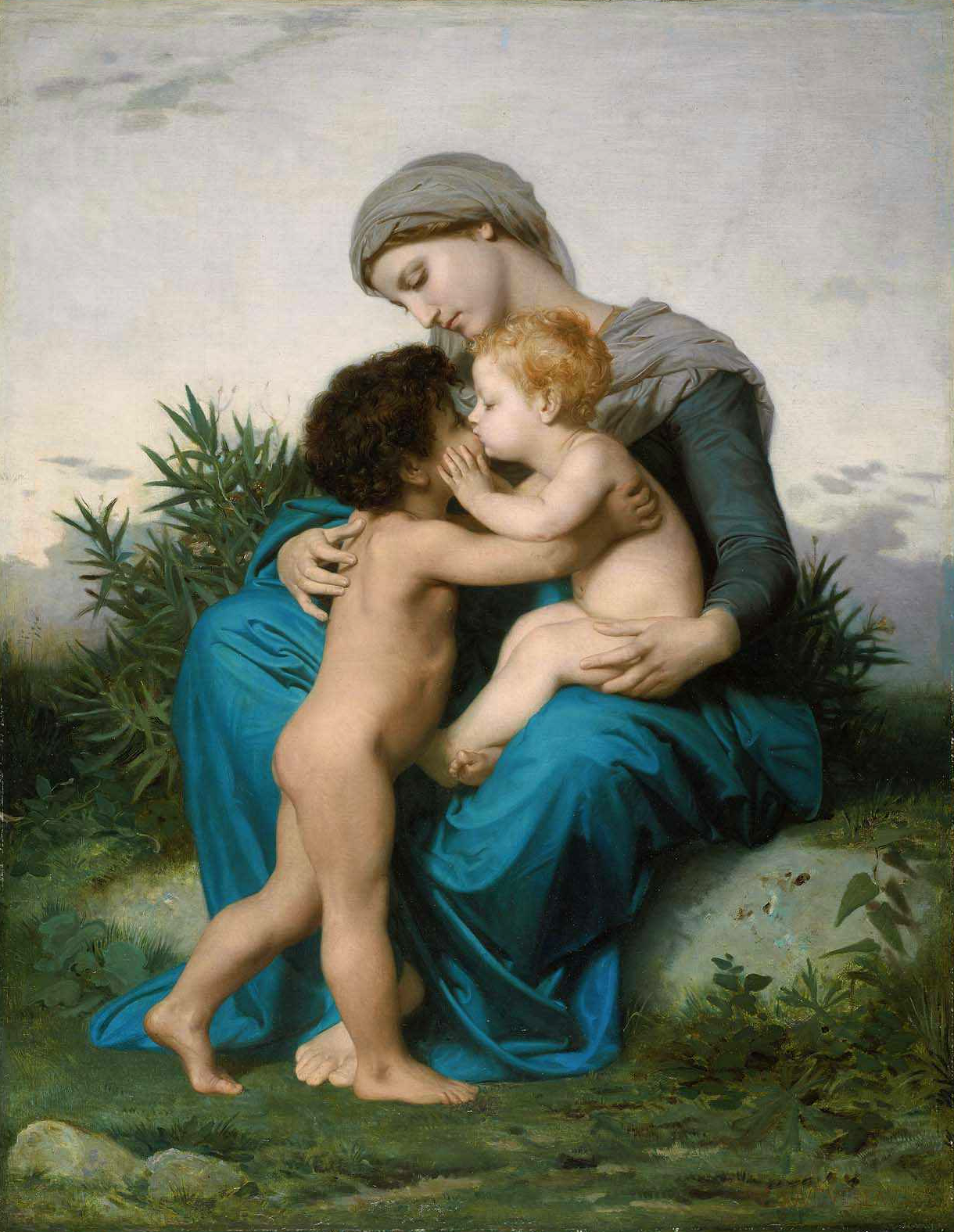
『兄弟愛』
（ウィリアム・アドルフ・ブグロー、1851年）

共和国としてのフランスの理念を表したと認識される言葉（標語）「フランス語: Liberté, Égalité, Fraternité リベルテ、エガリテ、フラテルニテ」は、「自由、平等、友愛」の他「自由、平等、博愛」「自由、平等、同胞愛」「自由、平等、兄弟愛」等に訳出する。
モナ・オズーフによると、この標語の由来はフランス革命に遡り、さらにそれ以前の可能性もある。アルフォンス・オラールによると、最初からこの3語が一組で用いられていたわけではなく、様々な経緯を経たようである。アルベール・マチエは、フランス革命をより細やかに分析し、それが3つの時期に分けられるとするなら、最初の1番目・2番目の時期がそれぞれ自由・平等に関わり、その後の3番目の時期に（革命運動で）重要な役割を果たしたフリーメーソンらの理念を起源として、3番目の言葉「友愛」が加えられたのだろうと推定している。 こうしてリズム感の好い「自由、平等、友愛」の3語となり、1848年、ルイ・ブランによって第二共和政の正式な標語とされた。また第三共和政においてもこの標語は共和国の公式な象徴として採用されることになり、現在までフランス共和国の理念を表す標語となっている。また1958年10月に制定されたフランス共和国憲法においては、国歌の「ラ・マルセイエーズ」や原理の「人民の、人民による、人民のための政治」と共にこの標語が定められた。
フランス人はフランスの国旗を左から「bleu, blanc, rouge ブルー、ブラン、ルージュ」（青、白、赤）と暗記しており、3色をひとつひとつ見ながらフランス共和国の理念「自由」「平等」「友愛」を順に想起する人もいる。そのため赤は友愛を表していると思うフランス人もいる。しかし歴史上、3色は様々な行き掛かりや背景が絡んで選ばれ、必ずしも3つの理念と3色が一対一対応するわけではない（詳細はfr:Drapeau de la France参照のこと）。

### ジャック・アタリの著書
フランスの思想家ジャック・アタリは、著書 Fraternités （ファヤール社、1999年）にて、以下のように記述している。
| 「                                                                                      | On peut essayer de définir la fraternité comme un ordre social, dans lequel chacun aimerait l'autre comme son propre frère. [...] La fraternité est un but de civilisation, pas un état de nature. 仮訳: 友愛とは、皆が他者を自分の本当の兄弟のように愛する社会秩序である、と定義を試みることができる。 (…中略…) 友愛は文明の目標なのであり、元の生まれたままの状態ではないのである。 | 」 |
| —ジャック・アタリ Fraternités - UNE NOUVELLE UTOPIE （フラテルニテ - 新しいユートピア） | |    |

## リヒャルト・クーデンホーフ＝カレルギーの友愛
汎ヨーロッパ運動主催者でEUの父と呼ばれる、オーストリアの政治家リヒャルト・ニコラウス・栄次郎・クーデンホーフ＝カレルギー伯爵は、「ドイツ語: Brüderlichkeit」（ブリューダーリッヒカイト）を思想として提唱した。クーデンホーフ＝カレルギーの友愛は、フランス革命の友愛に立脚しており（フランス革命の結果に対しては批判的である）、友愛という心の革命による全人類の融和を説いた。彼の理想社会である友愛社会は、男性（紳士）が女性（淑女）を守る社会である。

### 鳩山一郎の友愛
鳩山一郎の友愛は、クーデンホーフ＝カレルギーの友愛に則っている。鳩山一郎はクーデンホーフ＝カレルギーの著書 Totaler Staat, totaler Mensch （1937年）の英訳書 The Totalitarian State against Man （1938年）の翻訳依頼を受けた。その書にある「fraternity」を「友愛」（yūai）と訳出し、『自由と人生』として1952年に出版した。前年の1951年にはフリーメイソンに入会した。一郎は、友愛青年同志会を設立するなどして友愛の普及に努め、その友愛は一郎の子孫に引き継がれている。現在では孫の由紀夫、邦夫、曾孫の太郎（邦夫の長男）が「友愛」を基本理念として掲げている。

### 鳩山由紀夫の友愛
鳩山由紀夫は、祖父一郎の友愛（yūai）を引き継いでいる。2009年、由紀夫の内閣総理大臣就任を機に、日本国内を始め、国外のマスメディアでも扱うようになった。鳩山由紀夫内閣は自身の外交政策を友愛外交と称している。

## 友愛の組織
- ブナイ・ブリス
- フラタニティとソロリティ
- 中世・近世イングランドのフラタニティ - 14世紀後半頃から友愛の組織として形成された。
- フリーメイソン - 友愛団体。
- 友愛会 - 鈴木文治らによる労働者団体の固有名称。一般名称の「友愛会」は、「友愛」の社交会あるいはクラブ全般を意味する。
- 友愛党
- 新党友愛
- 友愛政経懇話会 - 鳩山由紀夫の資金管理団体
- カオスユニオン友愛研究団体

## 関連人物
- 思想家一覧
- フランシス・ベーコン (哲学者)
  - イギリスの哲学者ベーコンのエッセイ集の Of Love （1612年）にある記述の「friendly love」（親密な愛）を「友愛」と日本語訳する場合が多い。引用文はウィキクオートのフランシス・ベーコン（日本語訳文）、Francis Bacon （英語原文）を、それぞれ参照。
- フランス革命関係
  - ヴォルテール
  - シャルル・ド・モンテスキュー
  - ジャン＝ジャック・ルソー
  - ラファイエット
- ウィリアム・ブレイク
- ゲオルク・ヴィルヘルム・フリードリヒ・ヘーゲル
- カール・マルクス
- ジョン・ラスキン - 資本主義市場での富の獲得には労使間の友愛が不可欠とし、その視点を欠く政治経済学を批判した『この最後の者にも』(Unto This Last)を著す[27]。
- フェルディナント・テンニース - 友情#社会学的な概念規定と説明も参照。
- ピエール・ド・クーベルタン
- シャルル・ペギー - 著書: La misère et le devoir de fraternité （直訳: 貧困と友愛の義務）
- カール・ヤスパース
- 田邊元
- 大川周明
- 賀川豊彦 - 賀川の思想はキリスト教社会主義であり、キリスト教的な友愛・兄弟愛を基礎に活動した。
- ジャン＝ポール・サルトル
- ユルゲン・ハーバーマス
- 柄谷行人
- 村上龍
- アレクサンダー・ガルシア・デュットマン（de:Alexander García Düttmann）
  - デュットマンの著書に Freunde und Feinde Das Absolute がある。日本では大竹弘二と清水一浩の翻訳により『友愛と敵対 絶対的なものの政治学』のタイトルで出版されている。ウィクショナリー英語版の Freunde も参照。